# Stearynian cynku
Stearynian cynku – organiczny związek chemiczny, sól cynkowa kwasu stearynowego. Posiada właściwości hydrofobowe. Jest nierozpuszczalny w rozpuszczalnikach polarnych, natomiast rozpuszcza się po podgrzaniu w węglowodorach aromatycznych. Stosowany głównie w przemyśle tworzyw sztucznych jako środek ułatwiający usuwanie wyrobów z form.